# Ибрагим-Хаджи Кучрабский
Ибрагим-Хаджи Кучрабский — дагестанский религиозно-политический деятель, шейх, участник Гражданской войны в Дагестане, один из лидеров антиденикинского восстания 1919 года в Дагестане и антисоветского восстания 1920—1921 годов, руководил повстанческим отрядом.

## Биография
Отца звали Ахмед-Хаджи. Ибрагим родился в аварском селе Кучраб Гунибского округа. Получив религиозное образование, стал последователем накшбандийского шейха Шуайба-афанди ал-Багини. Продолжительное время жил в аварском селе Белоканы (ныне в Азербайджане), работал в мечети, имел мюридов.
Участвовал и был одним из руководителей восстания в Дагестане против Добровольческой армии генерала Деникина в 1919 году, входил в состав Совета обороны Северного Кавказа.
После установления в Дагестане советской власти ездил получить поддержку для поднятия восстания против большевиков в Тифлис, где встречался с Мухаммад-Саидом Шамилем. В ходе антисоветского восстания 1920—1921 годов входил в состав Совета четырёх шейхов, который был повстанческим руководящим органом. Командовал повстанцами в Гунибском округе, отряд в разное время состоял из 200—300 бойцов, одними из успешных операций Кучрабского являлись взятие Чоха и Кумуха.
В мае 1921 года восстание было окончательно подавлено Красной армией, Ибрагим-Хаджи скрылся в горах. Вскоре снова активизировался и стал вести антисоветскую деятельность. В августе 1923 года его отряд в 70 человек в Анцухо-Капучинском участке Гунибского округа был разгромлен, Ибрагим-Хаджи вернулся в Белоканы, где его впоследствии задержали большевики и вернули в Дагестан, суд приговорил его к смертной казни. Затем были арестованы и его братья Али и Мухаммад.

### Комментарии
1. ↑  или Кучринский[1]